# Matteo Trentin
Matteo Trentin (Borgo Valsugana, Trento, 2 de agosto de 1989) es un ciclista italiano, miembro del equipo Tudor Pro Cycling Team y que es profesional desde 2011. Es uno de los ciclistas que ha logrado victoria de etapa en las tres grandes vueltas.

## Biografía
En 2011, Matteo Trentin pertenecía al equipo amateur Team Brilla-Pasta Montegrappa en el cual en 2010 ganó la prueba profesional del Giro del Friuli Venezia Giulia y en ese año 2011 las también pruebas profesionales del Gran Premio della Liberazione y el Trofeo Alcide Degasperi. En junio la formación Quick Step anunció su fichaje. Hizo su debut como profesional a mediados de agosto. 
En 2013 se fracturó el hueso escafoides  de la mano derecha debido a una caída durante la disputa de la Omloop Het Nieuwsblad. Ganó su primera etapa en el Tour de Francia en una llegada a la ciudad de Lyon, después de una escapada que formaron 18 ciclistas. Al año siguiente también consiguió una victoria en la ronda gala al ganar al esprint en Nancy.
En 2015 consiguió su primera clásica de prestigio al ganar en octubre la París-Tours.
En 2016 consiguió una victoria de prestigio en el Giro de Italia, además de llevarse el premio a ciclista más combativo de la edición. Y en 2017, se convirtió en uno de los pocos ciclistas que logran victoria de etapa en las tres grandes vueltas, luego de ganar cuatro etapas de la Vuelta a España (Tarragona, Murcia, Tomares y Madrid). Además se quedó a tan solo dos puntos de llevarse el maillot verde que se adjudicó el ganador de la edición, Chris Froome.

## Palmarés
| 2010 (como amateur) - 1 etapa del Giro del Friuli Venezia Giulia 2011 (como amateur) - Gran Premio della Liberazione - Trofeo Alcide Degasperi 2013 - 1 etapa del Tour de Francia 2014 - 1 etapa de la Vuelta a Suiza - 1 etapa del Tour de Francia 2015 - 2 etapas del Tour de Poitou-Charentes - 1 etapa de la Vuelta a Gran Bretaña - París-Tours 2016 - 1 etapa del Giro de Italia, más premio de la combatividad - 1 etapa del Tour de Valonia - 1 etapa del Tour de l'Ain 2017 - 1 etapa de la Vuelta a Burgos - 4 etapas de la Vuelta a España - Gran Premio Impanis-Van Petegem - París-Tours | 2018 - Campeonato Europeo en Ruta - 1 etapa del Tour de Guangxi 2019 - 1 etapa de la Vuelta a la Comunidad Valenciana - 2 etapas de la Vuelta a Andalucía - 1 etapa del Tour de Francia - 1 etapa de la Vuelta a Gran Bretaña - Trofeo Matteotti - 2.º en el Campeonato Mundial en Ruta 2021 - Trofeo Matteotti 2022 - Le Samyn - 1 etapa del Tour de Luxemburgo - Giro del Veneto 2024 - Tour de Valonia, más 1 etapa |

## Resultados en Grandes Vueltas y Campeonatos del Mundo
| Carrera         | Carrera         | 2011 | 2012  | 2013  | 2014 | 2015  | 2016 | 2017  | 2018  | 2019 | 2020 | 2021 | 2022 | 2023  | 2024 | 2025 |
| --------------- | --------------- | ---- | ----- | ----- | ---- | ----- | ---- | ----- | ----- | ---- | ---- | ---- | ---- | ----- | ---- | ---- |
|                 | Giro de Italia  | —    | —     | 118.º | —    | —     | 74.º | —     | —     | —    | —    | —    | —    | —     | 82.º | —    |
|                 | Tour de Francia | —    | —     | 142.º | 93.º | 117.º | —    | F. c. | —     | 52.º | 79.º | —    | —    | 107.º | —    | 99.º |
|                 | Vuelta a España | —    | —     | —     | —    | —     | —    | 84.º  | 125.º | —    | —    | 80.º | —    | —     | —    | —    |
| Mundial en Ruta | Mundial en Ruta | —    | 120.º | —     | —    | 34.º  | Ab.  | 4.º   | —     | 2.º  | —    | Ab.  | 5.º  | Ab.   | —    | —    |

—: no participa

F. c.: descalificado por "fuera de control"

Ab.: abandono

## Equipos
- QuickStep/Omega Pharma/Etixx (2011-2017)
  - QuickStep Cycling Team (2011)
  - Omega Pharma-QuickStep (2012)
  - Omega Pharma-Quick Step Cycling Team (2013-2014)
  - Etixx-Quick Step (2015-2016)
  - Quick-Step Floors (2017)
- Mitchelton-Scott (2018-2019)
- CCC Team[5] (2020)
- UAE Team Emirates[6] (2021-2023)
- Tudor Pro Cycling Team (2024-)